# Kolmanič
Kolmanič je priimek v Sloveniji, ki ga je po podatkih Statističnega urada Republike Slovenije na dan 1. januarja 2010 uporabljalo 277 oseb.

## Znani nosilci priimka
- Karolina Kolmanič (1930–2020), pisateljica, pedagoginja, prevajalka
- Vladimir Kolmanič (* 1952) diplomat in prevajalec (z bratom Bojanom)
- Simon Kolmanič, računalnikar/informatik
- Žan Kolmanič (* 2000), nogometaš